# يكان سعدي
يكان سعدي هي قرية في مقاطعة مرند، إيران. عدد سكان هذه القرية هو 694 في سنة 2006.